# Thiệu Trị
Thiệu Trị (Hanoi: [tʰiəw˧˨ʔ t͡ɕi˧˨ʔ], chữ Hán: 紹治, lit. "herança da prosperidade"; 6 de junho de 1807 - 4 de novembro de 1847), nome pessoal Nguyễn Phúc Miên Tông ou Nguyễn Phúc Tuyền, foi o terceiro imperador da Dinastia Nguyễn. Ele foi o filho mais velho do imperador Minh Mạng, e reinou de 14 de fevereiro de 1841 até sua morte em 4 de novembro de 1847.

## Biografia
O Imperador Thiệu Trị foi muito parecido com seu pai, Minh Mạng, e continuou suas políticas conservadoras de isolamento e o enraizamento do Confucionismo. Altamente educado na tradição confucionista, Thiệu Trị tinha certo interesse pelo Ocidente, mas assim como seu pai, desconfiava muito de todos os estrangeiros não vietnamitas. Ao mesmo tempo, os franceses estavam em uma corrida colonial com a Grã-Bretanha no Sudeste Asiático e estavam pressionando fortemente por relações mais fortes com a Indochina. Isso, assim como no reinado de Minh Mạng, também trouxe missionários cristãos, principalmente espanhóis e franceses, que ignoraram a proibição. Quando Trị começou a aprisionar os missionários, isso provocou uma resposta imediata da França. Em 1843, o governo francês enviou uma expedição militar à Indochina com ordens de proteger e defender os interesses franceses, libertar os missionários ilegais, se possível, sem causar um incidente internacional.
A determinação de Trị em eliminar todos os missionários católicos romanos de seu país não podia ser reconciliada com uma relação pacífica com a França. Em 1845, isso quase provocou um confronto entre o Vietnã e o navio de guerra americano USS Constitution, que tentou forçar Trị a libertar o missionário Dominique Lefèbvre, que havia entrado ilegalmente no Vietnã várias vezes. A força-tarefa francesa chegou a Tourane em 23 de março de 1847 e exigiu que a segurança dos cidadãos franceses fosse assegurada e que Thiệu Trị cessasse a perseguição aos missionários.
Os mandarins imperiais adiaram a entrega da resposta do imperador e os combates começaram. Thiệu Trị havia fortificado a costa, mas as forças francesas derrotaram facilmente os vietnamitas devido ao equipamento inferior da dinastia Nguyễn. Todos os fortes costeiros vietnamitas foram destruídos e três juncos Nguyễn foram afundados antes que o esquadrão francês partisse. Thiệu Trị considerava todos os missionários como espiões inimigos e exigia que todos os cristãos fossem executados imediatamente. Os mandarins não colocaram essa ordem em prática e o Imperador Thiệu Trị morreu pouco depois; nenhum missionário foi realmente executado durante seu reinado.